# Kal (Węgorzewo)
Kal (deutsch Kehlen) ist ein Dorf in der polnischen Woiwodschaft Ermland-Masuren, das zur Stadt- und Landgemeinde Węgorzewo (Angerburg) im Powiat Węgorzewski (Kreis Angerburg) gehört.

## Geographische Lage
Kal liegt im Nordosten der Woiwodschaft Ermland-Masuren an der Kehlschen Bucht (polnisch Zatoka Kalska) am Westufer des Schwenzaitsees (polnisch Jezioro Święcajty) auf der Halbinsel Kehlen (polnisch Półwysep Kalski), die hier in den Schwenzaitsee, in den Mauersee (Jezioro Mamry) und in den Bodmasee (Jezioro Bodma) hineinreicht. Die Kreisstadt Węgorzewo (Angerburg) liegt vier Kilometer weiter nördlich.

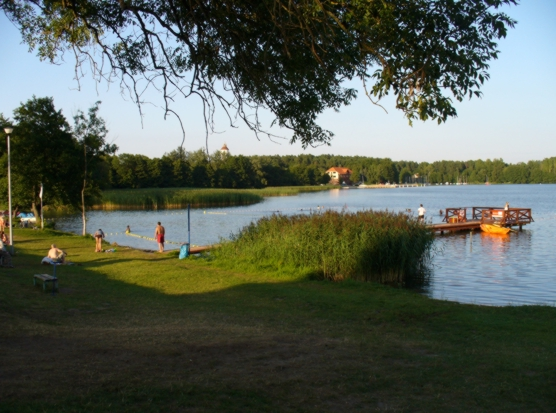
Badestelle bei Kal (Kehlen)

## Geschichte
Das seinerzeit Kaehl und auch Kähl genannte Dorf erfuhr im Jahre 1478 seine Gründung. Nach 1785 hieß es auch Kehl, bis sich der bis 1945 gebräuchliche Name Kehlen durchsetzte.
Heute auf einer Halbinsel gelegen und nur von Norden aus erreichbar, konnten die Bewohner Kehlens vor Aufstauung des Mauersees (polnisch Jezioro Mamry) im 16. Jahrhundert noch trockenen Fußes über das Gebiet der späteren Insel Upalten (Wyspa Upałty) und durch Pristanien (1938 bis 1945 Paßdorf, polnisch Przystań) ihren Kirchgang nach Engelstein (Węgielsztyn) unternehmen. Auch vom heutigen Uferort Kittlitz (Kietlice) aus war Kehlen zu Fuß erreichbar.
Die Landgemeinde Kehlen wurde am 6. Mai 1874 Amtsdorf und damit namensgebend für einen Amtsbezirk, der bis 1945 bestand und zum Kreis Angerburg im Regierungsbezirk Gumbinnen der preußischen Provinz Ostpreußen gehörte. In die Landgemeinde Kehlen eingegliedert waren die Ortschaften und Wohnplätze Abdeckerei Angerburg, Angerburger Wasserwerk, Erlau, Waldhaus Jägerhöhe, Karlshöh (polnisch: Sobin), Kehlerwald (Kalskie Nowiny), Kehlerwiese (Kalskie Łąki), Seeheim (bis 1929: Thörichthof) und Seewert. Am 1. Januar 1929 wurde der Gutsbezirk Mauersee nach Kehlen eingemeindet.
Im Jahr 1910 waren in Kehlen 556 Einwohner registriert. Ihre Zahl betrug im Jahr 1925 bereits 601, stieg bis 1933 auf 739 und belief sich 1939 schließlich auf 777.
In Kriegsfolge wurde Kehlen 1945 mit dem gesamten südlichen Ostpreußen nach Polen überstellt. Heute ist das Dorf Sitz eines Schulzenamtes (polnisch Sołectwo) und in den Verbund der Stadt- und Landgemeinde Węgorzewo im Powiat Węgorzewski  eingeschlossen, vor 1998 der Woiwodschaft Suwałki, seither der Woiwodschaft Ermland-Masuren zugehörig.

### Amtsbezirk Kehlen (1874–1945)
Der Amtsbezirk Kehlen bestand bei seiner Errichtung aus zwei, am Ende nur noch aus einer Gemeinde:
| Name                          | Polnischer Name | Bemerkungen                                      |
| ----------------------------- | --------------- | ------------------------------------------------ |
| Kehlen                        | Kal             |                                                  |
| Angerburg, Gutsbezirk         | Węgorzewko      | 1928 in die Stadtgemeinde Angerburg eingemeindet |
| ab 1929: Mauersee, Gutsbezirk |                 | 1929 in die Landgemeinde Kehlen eingemeindet     |

## Religionen
Kehlen gehörte vor 1945 kirchlich zu Angerburg (polnisch Węgorzewo) und war in die evangelische Pfarrkirche Angerburg im Kirchenkreis Angerburg in der Kirchenprovinz Ostpreußen der Kirche der Altpreußischen Union bzw. in die katholische Kirche Zum Guten Hirten im Dekanat Masuren II (Sitz: Johannisburg, polnisch Pisz) im damaligen Bistum Ermland eingepfarrt.
Heute gehört Kal zur katholischen Kirche St. Peter und Paul in Węgorzewo im Dekanat Węgorzewo im Bistum Ełk (Lyck) der Römisch-katholischen Kirche in Polen bzw. zur evangelischen Kirchengemeinde in Węgorzewo, einer Filialgemeinde von Giżycko (Lötzen) in der Diözese Masuren der Evangelisch-Augsburgischen Kirche in Polen.

## „Kehlsche Mauer“

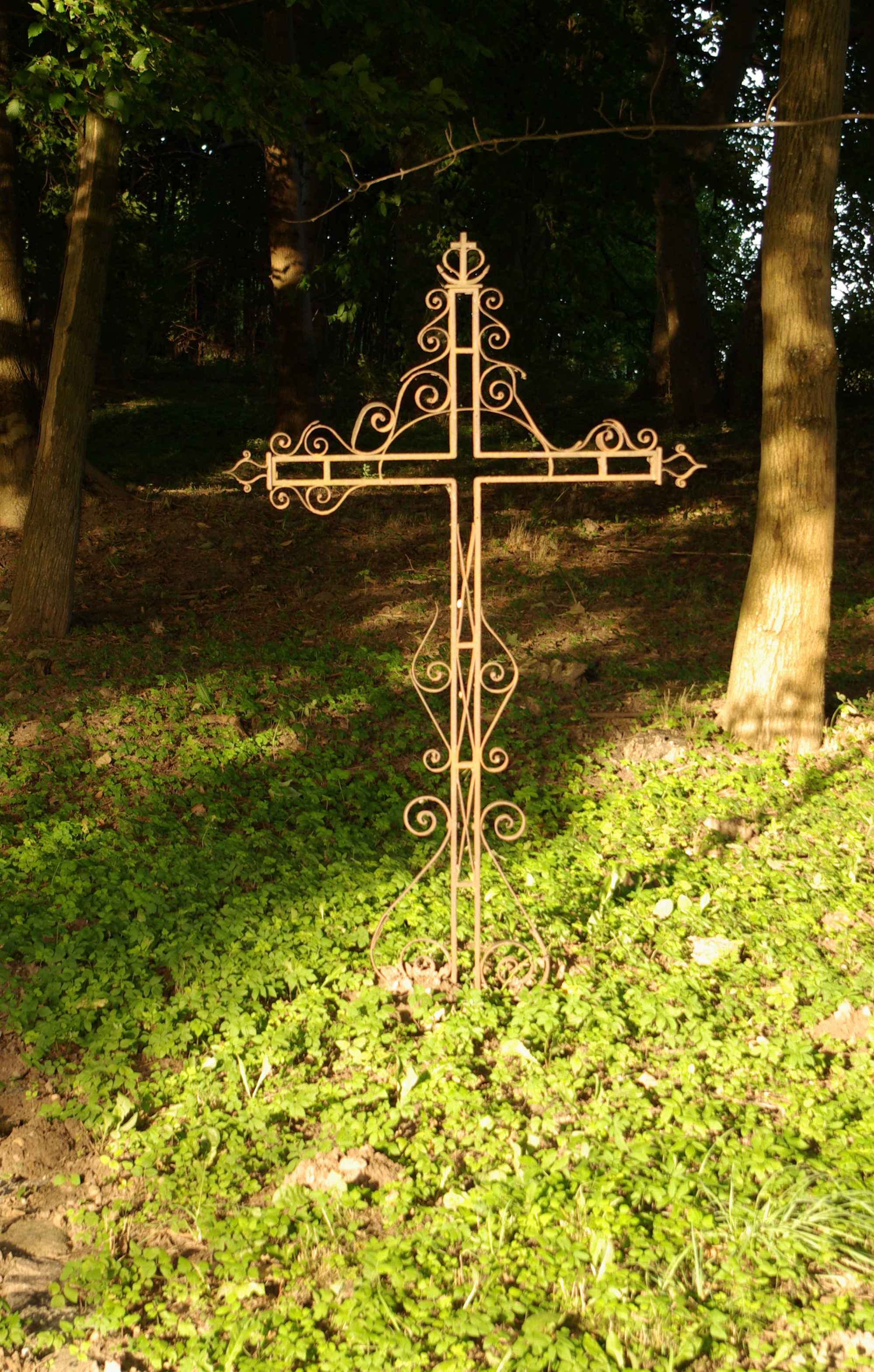
Grabkreuz auf dem evangelischen Friedhof von Kehlen (Kal)

Auf halbem Weg von Węgorzewo nach Kal befindet sich der frühere evangelische Friedhof von Kehlen (polnisch Kal cmentarz ewangelicki). Nur noch wenige Grabstätten sind erkennbar oder überhaupt vorhanden.

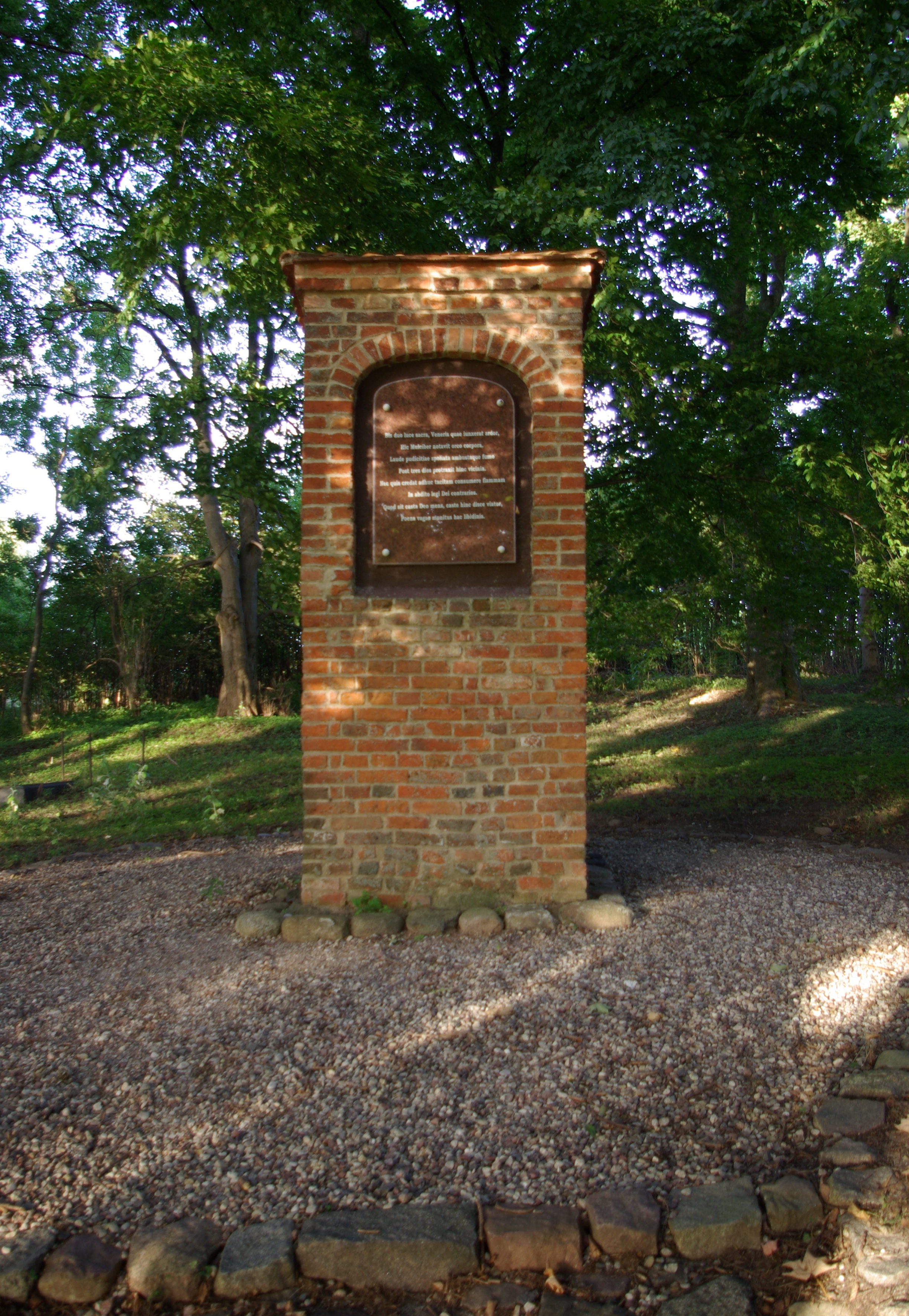
Pfeiler der Kehlschen Mauer (Kalska Columna)

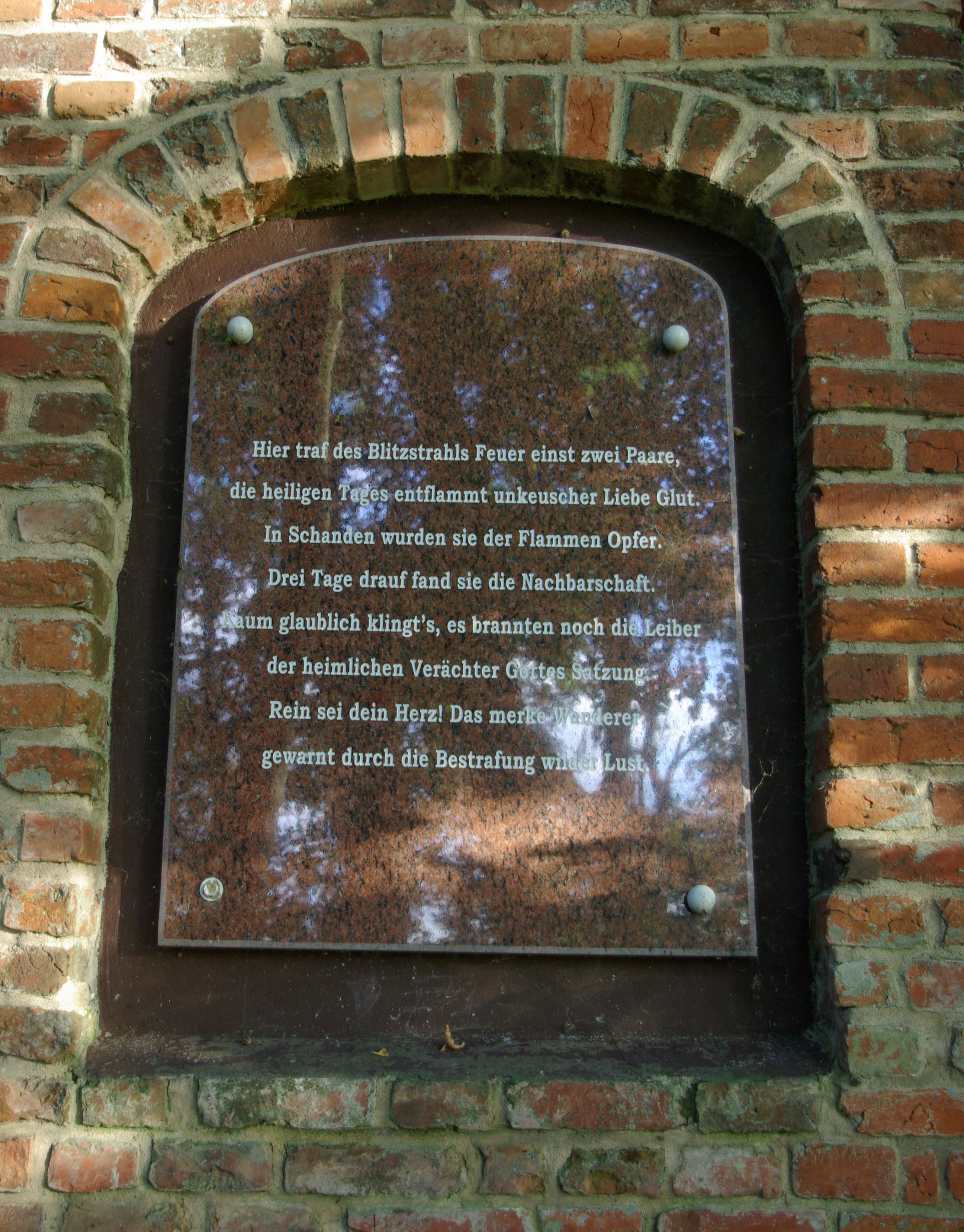
Deutschsprachige Tafel an der Kehlschen Mauer

Auf dem Friedhof steht ein gemauerter Pfeiler, zwei Meter mal zwei Meter im Grundriss, vier Meter hoch, der als sogenannte „Kehlsche Mauer“ (polnisch Kalska Kolumna) von sich reden gemacht hat, sogar auch beim preußischen Kronprinzen Friedrich Wilhelm, der sie sich 1809 in sein Tagebuch hineinskizzieren ließ. 
Die Kehlsche Mauer brachte man in Verbindung mit dem Namen des Mauersees (Jezioro Mamry), andere sahen in ihr ein Sühnemahnmal in der Erinnerung an zwei junge Paare, die an dieser Stelle Unzucht trieben und dabei vom Blitz getroffen wurden. Sicher weiß man, dass die Mauer vor 1573 entstanden ist. Am 18. Mai 2007 enthüllte man an dem Pfeiler vier Tafeln, jeweils in lateinischer, polnischer, litauischer und deutscher Sprache, die eine Begebenheit aus dem Jahre 1564 beschreiben.